# Ферзь и пешка против ферзя
Ферзь и пе́шка про́тив ферзя́ — один из самых сложных типов ферзевых окончаний. Теорию этого окончания начали разрабатывать сравнительно недавно (М. Ботвинник, П. Керес, Ю. Авербах, А. Шерон, Р. Фонтана). Трудности анализа обусловлены широким диапазоном действий ферзя и наличием бесчисленных вариантов. Легче всего, как показывает практика, проводится в ферзи центральная (королевская или ферзевая) пешка, труднее — слоновая и коневая; наиболее сложно провести крайнюю пешку. При достижении предпоследней горизонтали и при активных фигурах сильнейшей стороны пешку удаётся, за редким исключением, превратить в ферзя (или другую фигуру). При менее продвинутых пешках общая оценка эндшпиля ещё неясна. Защита в этом типе эндшпиля исключительно трудна и требует большой точности.
В современной шахматной практике к анализу этого эндшпиля привлекаются компьютеры. Путём ретроспективного анализа в 1980-е годы эндшпиль «Ферзь и пешка против ферзя» (и все другие 5-фигурные окончания) был полностью рассчитан К. Томпсоном, затем Е. Налимовым (см. Эндшпильные таблицы Налимова) и другими.
Из всех рассмотренных в качестве легальных позиций при своём ходе сильнейшая сторона:
- выигрывает в 68,39 %
- проигрывает в 0,40 %
- ничья в 31,21 %

При ходе противника сильнейшая сторона:
- выигрывает в 13,61 %
- проигрывает в 35,19 %
- ничья в 51,20 %

Самый длинный путь до мата в окончании «Ферзь и пешка против ферзя» — 124 хода (матует сторона, имеющая пешку и очередь хода) или 29 (матует слабейшая сторона при своём ходе).

## Примеры
|   | a                                                                                      | b                                                                                      | c                                                                                      | d                                                                                      | e                                                                                      | f                                                                                      | g                                                                                      | h                                                                                      |   |
| - | -------------------------------------------------------------------------------------- | -------------------------------------------------------------------------------------- | -------------------------------------------------------------------------------------- | -------------------------------------------------------------------------------------- | -------------------------------------------------------------------------------------- | -------------------------------------------------------------------------------------- | -------------------------------------------------------------------------------------- | -------------------------------------------------------------------------------------- | - |
| 8 | c7 белый ферзь · h7 белый король · b5 чёрный ферзь · d3 белая пешка · h1 чёрный король | c7 белый ферзь · h7 белый король · b5 чёрный ферзь · d3 белая пешка · h1 чёрный король | c7 белый ферзь · h7 белый король · b5 чёрный ферзь · d3 белая пешка · h1 чёрный король | c7 белый ферзь · h7 белый король · b5 чёрный ферзь · d3 белая пешка · h1 чёрный король | c7 белый ферзь · h7 белый король · b5 чёрный ферзь · d3 белая пешка · h1 чёрный король | c7 белый ферзь · h7 белый король · b5 чёрный ферзь · d3 белая пешка · h1 чёрный король | c7 белый ферзь · h7 белый король · b5 чёрный ферзь · d3 белая пешка · h1 чёрный король | c7 белый ферзь · h7 белый король · b5 чёрный ферзь · d3 белая пешка · h1 чёрный король | 8 |
| 7 | c7 белый ферзь · h7 белый король · b5 чёрный ферзь · d3 белая пешка · h1 чёрный король | c7 белый ферзь · h7 белый король · b5 чёрный ферзь · d3 белая пешка · h1 чёрный король | c7 белый ферзь · h7 белый король · b5 чёрный ферзь · d3 белая пешка · h1 чёрный король | c7 белый ферзь · h7 белый король · b5 чёрный ферзь · d3 белая пешка · h1 чёрный король | c7 белый ферзь · h7 белый король · b5 чёрный ферзь · d3 белая пешка · h1 чёрный король | c7 белый ферзь · h7 белый король · b5 чёрный ферзь · d3 белая пешка · h1 чёрный король | c7 белый ферзь · h7 белый король · b5 чёрный ферзь · d3 белая пешка · h1 чёрный король | c7 белый ферзь · h7 белый король · b5 чёрный ферзь · d3 белая пешка · h1 чёрный король | 7 |
| 6 | c7 белый ферзь · h7 белый король · b5 чёрный ферзь · d3 белая пешка · h1 чёрный король | c7 белый ферзь · h7 белый король · b5 чёрный ферзь · d3 белая пешка · h1 чёрный король | c7 белый ферзь · h7 белый король · b5 чёрный ферзь · d3 белая пешка · h1 чёрный король | c7 белый ферзь · h7 белый король · b5 чёрный ферзь · d3 белая пешка · h1 чёрный король | c7 белый ферзь · h7 белый король · b5 чёрный ферзь · d3 белая пешка · h1 чёрный король | c7 белый ферзь · h7 белый король · b5 чёрный ферзь · d3 белая пешка · h1 чёрный король | c7 белый ферзь · h7 белый король · b5 чёрный ферзь · d3 белая пешка · h1 чёрный король | c7 белый ферзь · h7 белый король · b5 чёрный ферзь · d3 белая пешка · h1 чёрный король | 6 |
| 5 | c7 белый ферзь · h7 белый король · b5 чёрный ферзь · d3 белая пешка · h1 чёрный король | c7 белый ферзь · h7 белый король · b5 чёрный ферзь · d3 белая пешка · h1 чёрный король | c7 белый ферзь · h7 белый король · b5 чёрный ферзь · d3 белая пешка · h1 чёрный король | c7 белый ферзь · h7 белый король · b5 чёрный ферзь · d3 белая пешка · h1 чёрный король | c7 белый ферзь · h7 белый король · b5 чёрный ферзь · d3 белая пешка · h1 чёрный король | c7 белый ферзь · h7 белый король · b5 чёрный ферзь · d3 белая пешка · h1 чёрный король | c7 белый ферзь · h7 белый король · b5 чёрный ферзь · d3 белая пешка · h1 чёрный король | c7 белый ферзь · h7 белый король · b5 чёрный ферзь · d3 белая пешка · h1 чёрный король | 5 |
| 4 | c7 белый ферзь · h7 белый король · b5 чёрный ферзь · d3 белая пешка · h1 чёрный король | c7 белый ферзь · h7 белый король · b5 чёрный ферзь · d3 белая пешка · h1 чёрный король | c7 белый ферзь · h7 белый король · b5 чёрный ферзь · d3 белая пешка · h1 чёрный король | c7 белый ферзь · h7 белый король · b5 чёрный ферзь · d3 белая пешка · h1 чёрный король | c7 белый ферзь · h7 белый король · b5 чёрный ферзь · d3 белая пешка · h1 чёрный король | c7 белый ферзь · h7 белый король · b5 чёрный ферзь · d3 белая пешка · h1 чёрный король | c7 белый ферзь · h7 белый король · b5 чёрный ферзь · d3 белая пешка · h1 чёрный король | c7 белый ферзь · h7 белый король · b5 чёрный ферзь · d3 белая пешка · h1 чёрный король | 4 |
| 3 | c7 белый ферзь · h7 белый король · b5 чёрный ферзь · d3 белая пешка · h1 чёрный король | c7 белый ферзь · h7 белый король · b5 чёрный ферзь · d3 белая пешка · h1 чёрный король | c7 белый ферзь · h7 белый король · b5 чёрный ферзь · d3 белая пешка · h1 чёрный король | c7 белый ферзь · h7 белый король · b5 чёрный ферзь · d3 белая пешка · h1 чёрный король | c7 белый ферзь · h7 белый король · b5 чёрный ферзь · d3 белая пешка · h1 чёрный король | c7 белый ферзь · h7 белый король · b5 чёрный ферзь · d3 белая пешка · h1 чёрный король | c7 белый ферзь · h7 белый король · b5 чёрный ферзь · d3 белая пешка · h1 чёрный король | c7 белый ферзь · h7 белый король · b5 чёрный ферзь · d3 белая пешка · h1 чёрный король | 3 |
| 2 | c7 белый ферзь · h7 белый король · b5 чёрный ферзь · d3 белая пешка · h1 чёрный король | c7 белый ферзь · h7 белый король · b5 чёрный ферзь · d3 белая пешка · h1 чёрный король | c7 белый ферзь · h7 белый король · b5 чёрный ферзь · d3 белая пешка · h1 чёрный король | c7 белый ферзь · h7 белый король · b5 чёрный ферзь · d3 белая пешка · h1 чёрный король | c7 белый ферзь · h7 белый король · b5 чёрный ферзь · d3 белая пешка · h1 чёрный король | c7 белый ферзь · h7 белый король · b5 чёрный ферзь · d3 белая пешка · h1 чёрный король | c7 белый ферзь · h7 белый король · b5 чёрный ферзь · d3 белая пешка · h1 чёрный король | c7 белый ферзь · h7 белый король · b5 чёрный ферзь · d3 белая пешка · h1 чёрный король | 2 |
| 1 | c7 белый ферзь · h7 белый король · b5 чёрный ферзь · d3 белая пешка · h1 чёрный король | c7 белый ферзь · h7 белый король · b5 чёрный ферзь · d3 белая пешка · h1 чёрный король | c7 белый ферзь · h7 белый король · b5 чёрный ферзь · d3 белая пешка · h1 чёрный король | c7 белый ферзь · h7 белый король · b5 чёрный ферзь · d3 белая пешка · h1 чёрный король | c7 белый ферзь · h7 белый король · b5 чёрный ферзь · d3 белая пешка · h1 чёрный король | c7 белый ферзь · h7 белый король · b5 чёрный ферзь · d3 белая пешка · h1 чёрный король | c7 белый ферзь · h7 белый король · b5 чёрный ферзь · d3 белая пешка · h1 чёрный король | c7 белый ферзь · h7 белый король · b5 чёрный ферзь · d3 белая пешка · h1 чёрный король | 1 |
|   | a                                                                                      | b                                                                                      | c                                                                                      | d                                                                                      | e                                                                                      | f                                                                                      | g                                                                                      | h                                                                                      |   |

1.Фc7-c3!! Фb5-g5! 2.Крh7-h8!! Фg5-e7! 3.Крh8-g8!! Фe7-e8+! 4.Крg8-g7!! Фe8-e7+! 5.Крg7-g6! Фe7-e6+! 6.Крg6-g5! Фe6-e3+! 7.Крg5-f5! Крh1-g2! 8.Фc3-c4!! Фe3-f3+! 9.Крf5-g6! Фf3-g3+! 10.Крg6-f7! Фg3-f2+ 11.Крf7-e7! Фf2-a7+! 12.Крe7-e6! Фa7-b6+! 13.Крe6-f5! Фb6-f2+! 14.Фc4-f4! Фf2-c5+! 15.Фf4-e5!! Фc5-f8+! 16.Фe5-f6!! Фf8-c5+ 17.Крf5-e4! Фc5-c2! 18.Фf6-d4! Крg2-f1! 19.Крe4-d5! Фc2-a2+! 20.Крd5-d6!! Фa2-g8! 21.Крd6-c7! Фg8-f7+! 22.Фd4-d7!! Фf7-f4+! 23.Фd7-d6!! Фf4-f7+! 24.Крc7-c6! Фf7-f3+! 25.Фd6-d5! Фf3-f6+ 26.Крc6-d7! Фf6-g7+! 27.Крd7-e8! Фg7-h8+! 28.Крe8-e7! Фh8-h4+! 29.Крe7-d7! Фh4-a4+ 30.Крd7-d6! Фa4-f4+! 31.Фd5-e5! Фf4-f8+! 32.Крd6-c7 Фf8-f7+! 33.Крc7-c6!! Фf7-f3+! 34.Фe5-e4! Фf3-f8! 35.Крc6-b7 Фf8-f7+ 36.Крb7-a6 Фf7-a2+ 37.Крa6-b5 Фa2-b2+! 38.Крb5-c4 Фb2-c1+ 39.Крc4-d4! Фc1-b2+! 40.Крd4-d5! Фb2-b5+! 41.Крd5-d6!! Фb5-b8+! 42.Крd6-e7! Фb8-c7+! 43.Крe7-e6 Фc7-c8+! 44.Крe6-f7! Фc8-c7+! 45.Крf7-g6! Фc7-g3+! 46.Крg6-f6! Фg3-d6+! 47.Крf6-f5! Фd6-f8+! 48.Крf5-g4! Фf8-g7+! 49.Крg4-f3! Фg7-f6+! 50.Фe4-f4! Фf6-c3! (в соответствии с правилом 50 ходов в этот момент и до 53 хода белых можно зафиксировать ничейный результат) 51.Крf3-e4+! Крf1-e2! 52.Фf4-e3+! Крe2-d1! 53.d3-d4! Фc3-c6+! 54.Крe4-f5! Фc6-d7+! 55.Крf5-g6! Фd7-d6+! 56.Крg6-h5! Фd6-h2+ 57.Крh5-g5! Фh2-g2+! 58.Крg5-f6! Фg2-d5! 59.Фe3-e5! Фd5-a8! 60.Фe5-c5! Фa8-d8+! 61.Крf6-f5! Фd8-d7+! 62.Крf5-f4! Фd7-f7+! 63.Фc5-f5! Фf7-c4! 64.Фf5-e4! Фc4-c7+! 65.Фe4-e5 Фc7-c1+! 66.Крf4-g4! Фc1-c3 67.Крg4-h4! Крd1-d2! 68.Фe5-f4+!! Крd2-e2! 69.Фf4-e4+! Крe2-d2! 70.d4-d5! Фc3-f6+! 71.Крh4-g4 Фf6-g7+! 72.Крg4-f4! Фg7-f6+! 73.Фe4-f5! Фf6-h4+! 74.Крf4-e5! Фh4-e7+! 75.Фf5-e6! Фe7-g5+! 76.Крe5-d6! Фg5-g3+! 77.Фe6-e5! Фg3-g6+! 78.Крd6-c5 Фg6-c2+! 79.Крc5-b5 Фc2-b1+ 80.Крb5-a6! Фb1-d3+! 81.Крa6-a5! Фd3-a3+! 82.Крa5-b6! Фa3-b4+! 83.Крb6-c6! Фb4-a4+! 84.Крc6-c7! Фa4-a5+ 85.Крc7-d7! Фa5-b5+! 86.Крd7-e7! Фb5-c5+! 87.Крe7-e6 Фc5-c4 88.Крe6-f6! Фc4-c8! 89.Крf6-g7! Фc8-g4+! 90.Крg7-h6! Фg4-h3+ 91.Крh6-g6! Фh3-b3 92.d5-d6 Фb3-g8+! 93.Крg6-f5 Фg8-f7+! 94.Крf5-g5! Фf7-g8+! 95.Крg5-f4! Фg8-c4+! 96.Фe5-e4! Фc4-c5! 97.Фe4-e6! Фc5-f2+ 98.Крf4-g5! Фf2-g1+ 99.Крg5-f6 Фg1-f2+! 100.Крf6-g6 Фf2-g1+ 101.Крg6-f7! Фg1-f2+! 102.Крf7-e8! Фf2-f3 103.d6-d7! Фf3-h5+! 104.Крe8-e7! Фh5-h4+! 105.Фe6-f6! Фh4-h7+! 106.Крe7-d6! Фh7-d3+! 107.Крd6-c7! Фd3-h7! 108.Фf6-e6! Фh7-g7! 109.Фe6-c4! Фg7-h7! 110.Фc4-d5+! Крd2-e1! 111.Крc7-d6! Фh7-h4! 112.Фd5-a5+! Крe1-f1 113.d7-d8Ф! Фh4-g3+ 114.Фa5-e5 Фg3-d3+! 115.Крd6-e7! Фd3-a3+! 116.Фd8-d6 Фa3-a7+! 117.Крe7-e6! Фa7-a2+! 118.Фd6-d5! Фa2-a6+ 119.Крf5 Qa6-c8+! 120.Крf5-g5! Qc8-c1+! 121.Крg5-h5! Фc1-e3 122.Фd5-d1+! Крf1-g2 123.Фe5:e3! Kpg2-h2 124.Фd1-g1#!
|   | a                                                                                      | b                                                                                      | c                                                                                      | d                                                                                      | e                                                                                      | f                                                                                      | g                                                                                      | h                                                                                      |   |
| - | -------------------------------------------------------------------------------------- | -------------------------------------------------------------------------------------- | -------------------------------------------------------------------------------------- | -------------------------------------------------------------------------------------- | -------------------------------------------------------------------------------------- | -------------------------------------------------------------------------------------- | -------------------------------------------------------------------------------------- | -------------------------------------------------------------------------------------- | - |
| 8 | d6 чёрный ферзь · b4 белая пешка · e4 белый король · a2 белый ферзь · h1 чёрный король | d6 чёрный ферзь · b4 белая пешка · e4 белый король · a2 белый ферзь · h1 чёрный король | d6 чёрный ферзь · b4 белая пешка · e4 белый король · a2 белый ферзь · h1 чёрный король | d6 чёрный ферзь · b4 белая пешка · e4 белый король · a2 белый ферзь · h1 чёрный король | d6 чёрный ферзь · b4 белая пешка · e4 белый король · a2 белый ферзь · h1 чёрный король | d6 чёрный ферзь · b4 белая пешка · e4 белый король · a2 белый ферзь · h1 чёрный король | d6 чёрный ферзь · b4 белая пешка · e4 белый король · a2 белый ферзь · h1 чёрный король | d6 чёрный ферзь · b4 белая пешка · e4 белый король · a2 белый ферзь · h1 чёрный король | 8 |
| 7 | d6 чёрный ферзь · b4 белая пешка · e4 белый король · a2 белый ферзь · h1 чёрный король | d6 чёрный ферзь · b4 белая пешка · e4 белый король · a2 белый ферзь · h1 чёрный король | d6 чёрный ферзь · b4 белая пешка · e4 белый король · a2 белый ферзь · h1 чёрный король | d6 чёрный ферзь · b4 белая пешка · e4 белый король · a2 белый ферзь · h1 чёрный король | d6 чёрный ферзь · b4 белая пешка · e4 белый король · a2 белый ферзь · h1 чёрный король | d6 чёрный ферзь · b4 белая пешка · e4 белый король · a2 белый ферзь · h1 чёрный король | d6 чёрный ферзь · b4 белая пешка · e4 белый король · a2 белый ферзь · h1 чёрный король | d6 чёрный ферзь · b4 белая пешка · e4 белый король · a2 белый ферзь · h1 чёрный король | 7 |
| 6 | d6 чёрный ферзь · b4 белая пешка · e4 белый король · a2 белый ферзь · h1 чёрный король | d6 чёрный ферзь · b4 белая пешка · e4 белый король · a2 белый ферзь · h1 чёрный король | d6 чёрный ферзь · b4 белая пешка · e4 белый король · a2 белый ферзь · h1 чёрный король | d6 чёрный ферзь · b4 белая пешка · e4 белый король · a2 белый ферзь · h1 чёрный король | d6 чёрный ферзь · b4 белая пешка · e4 белый король · a2 белый ферзь · h1 чёрный король | d6 чёрный ферзь · b4 белая пешка · e4 белый король · a2 белый ферзь · h1 чёрный король | d6 чёрный ферзь · b4 белая пешка · e4 белый король · a2 белый ферзь · h1 чёрный король | d6 чёрный ферзь · b4 белая пешка · e4 белый король · a2 белый ферзь · h1 чёрный король | 6 |
| 5 | d6 чёрный ферзь · b4 белая пешка · e4 белый король · a2 белый ферзь · h1 чёрный король | d6 чёрный ферзь · b4 белая пешка · e4 белый король · a2 белый ферзь · h1 чёрный король | d6 чёрный ферзь · b4 белая пешка · e4 белый король · a2 белый ферзь · h1 чёрный король | d6 чёрный ферзь · b4 белая пешка · e4 белый король · a2 белый ферзь · h1 чёрный король | d6 чёрный ферзь · b4 белая пешка · e4 белый король · a2 белый ферзь · h1 чёрный король | d6 чёрный ферзь · b4 белая пешка · e4 белый король · a2 белый ферзь · h1 чёрный король | d6 чёрный ферзь · b4 белая пешка · e4 белый король · a2 белый ферзь · h1 чёрный король | d6 чёрный ферзь · b4 белая пешка · e4 белый король · a2 белый ферзь · h1 чёрный король | 5 |
| 4 | d6 чёрный ферзь · b4 белая пешка · e4 белый король · a2 белый ферзь · h1 чёрный король | d6 чёрный ферзь · b4 белая пешка · e4 белый король · a2 белый ферзь · h1 чёрный король | d6 чёрный ферзь · b4 белая пешка · e4 белый король · a2 белый ферзь · h1 чёрный король | d6 чёрный ферзь · b4 белая пешка · e4 белый король · a2 белый ферзь · h1 чёрный король | d6 чёрный ферзь · b4 белая пешка · e4 белый король · a2 белый ферзь · h1 чёрный король | d6 чёрный ферзь · b4 белая пешка · e4 белый король · a2 белый ферзь · h1 чёрный король | d6 чёрный ферзь · b4 белая пешка · e4 белый король · a2 белый ферзь · h1 чёрный король | d6 чёрный ферзь · b4 белая пешка · e4 белый король · a2 белый ферзь · h1 чёрный король | 4 |
| 3 | d6 чёрный ферзь · b4 белая пешка · e4 белый король · a2 белый ферзь · h1 чёрный король | d6 чёрный ферзь · b4 белая пешка · e4 белый король · a2 белый ферзь · h1 чёрный король | d6 чёрный ферзь · b4 белая пешка · e4 белый король · a2 белый ферзь · h1 чёрный король | d6 чёрный ферзь · b4 белая пешка · e4 белый король · a2 белый ферзь · h1 чёрный король | d6 чёрный ферзь · b4 белая пешка · e4 белый король · a2 белый ферзь · h1 чёрный король | d6 чёрный ферзь · b4 белая пешка · e4 белый король · a2 белый ферзь · h1 чёрный король | d6 чёрный ферзь · b4 белая пешка · e4 белый король · a2 белый ферзь · h1 чёрный король | d6 чёрный ферзь · b4 белая пешка · e4 белый король · a2 белый ферзь · h1 чёрный король | 3 |
| 2 | d6 чёрный ферзь · b4 белая пешка · e4 белый король · a2 белый ферзь · h1 чёрный король | d6 чёрный ферзь · b4 белая пешка · e4 белый король · a2 белый ферзь · h1 чёрный король | d6 чёрный ферзь · b4 белая пешка · e4 белый король · a2 белый ферзь · h1 чёрный король | d6 чёрный ферзь · b4 белая пешка · e4 белый король · a2 белый ферзь · h1 чёрный король | d6 чёрный ферзь · b4 белая пешка · e4 белый король · a2 белый ферзь · h1 чёрный король | d6 чёрный ферзь · b4 белая пешка · e4 белый король · a2 белый ферзь · h1 чёрный король | d6 чёрный ферзь · b4 белая пешка · e4 белый король · a2 белый ферзь · h1 чёрный король | d6 чёрный ферзь · b4 белая пешка · e4 белый король · a2 белый ферзь · h1 чёрный король | 2 |
| 1 | d6 чёрный ферзь · b4 белая пешка · e4 белый король · a2 белый ферзь · h1 чёрный король | d6 чёрный ферзь · b4 белая пешка · e4 белый король · a2 белый ферзь · h1 чёрный король | d6 чёрный ферзь · b4 белая пешка · e4 белый король · a2 белый ферзь · h1 чёрный король | d6 чёрный ферзь · b4 белая пешка · e4 белый король · a2 белый ферзь · h1 чёрный король | d6 чёрный ферзь · b4 белая пешка · e4 белый король · a2 белый ферзь · h1 чёрный король | d6 чёрный ферзь · b4 белая пешка · e4 белый король · a2 белый ферзь · h1 чёрный король | d6 чёрный ферзь · b4 белая пешка · e4 белый король · a2 белый ферзь · h1 чёрный король | d6 чёрный ферзь · b4 белая пешка · e4 белый король · a2 белый ферзь · h1 чёрный король | 1 |
|   | a                                                                                      | b                                                                                      | c                                                                                      | d                                                                                      | e                                                                                      | f                                                                                      | g                                                                                      | h                                                                                      |   |

В данной позиции игра заканчивается довольно быстро из-за плохой позиции чёрного короля, который стоит в углу и попадает под атаку. 1.Фd5!! Типичный приём в таких окончаниях — ферзь становится в засаду. Теперь слабейшая сторона может объявить шах, но должна учитывать, что в ответ тоже может последовать шах, иногда даже смертельный. 1…Ф:b4+ 2.Крf3! Теперь чёрные беззащитны. 2…Фe1. Не спасают и другие продолжения, например, 2…Крh2 (самое упорное) 3.Фh5+ Крg1 4.Фg5+ Фg4+ 5.Ф:g4+ Крf1 6.Фg2+ Крe1 7.Фe2#. 3.Фh5+ Крg1 4.Фg4+ Крg1 5.Фg2#. Конечно, чёрные не обязаны были брать пешку на 1-м ходу. Сильнейшим здесь является 1…Фg6+! 2.Крf4+ Крh2 3.Фe5! (снова в засаду) 3…Фd3! 4.b5! Фd1! 5.Крg5+! Крg2 6.Фe4+! Крf2 7.Фf4+ Крe1 8.Фh4+!, и на любой ответ белые добиваются размена ферзей.
|   | a                                                                                      | b                                                                                      | c                                                                                      | d                                                                                      | e                                                                                      | f                                                                                      | g                                                                                      | h                                                                                      |   |
| - | -------------------------------------------------------------------------------------- | -------------------------------------------------------------------------------------- | -------------------------------------------------------------------------------------- | -------------------------------------------------------------------------------------- | -------------------------------------------------------------------------------------- | -------------------------------------------------------------------------------------- | -------------------------------------------------------------------------------------- | -------------------------------------------------------------------------------------- | - |
| 8 | a8 белый король · b7 белая пешка · a6 чёрный король · c6 чёрный ферзь · b3 белый ферзь | a8 белый король · b7 белая пешка · a6 чёрный король · c6 чёрный ферзь · b3 белый ферзь | a8 белый король · b7 белая пешка · a6 чёрный король · c6 чёрный ферзь · b3 белый ферзь | a8 белый король · b7 белая пешка · a6 чёрный король · c6 чёрный ферзь · b3 белый ферзь | a8 белый король · b7 белая пешка · a6 чёрный король · c6 чёрный ферзь · b3 белый ферзь | a8 белый король · b7 белая пешка · a6 чёрный король · c6 чёрный ферзь · b3 белый ферзь | a8 белый король · b7 белая пешка · a6 чёрный король · c6 чёрный ферзь · b3 белый ферзь | a8 белый король · b7 белая пешка · a6 чёрный король · c6 чёрный ферзь · b3 белый ферзь | 8 |
| 7 | a8 белый король · b7 белая пешка · a6 чёрный король · c6 чёрный ферзь · b3 белый ферзь | a8 белый король · b7 белая пешка · a6 чёрный король · c6 чёрный ферзь · b3 белый ферзь | a8 белый король · b7 белая пешка · a6 чёрный король · c6 чёрный ферзь · b3 белый ферзь | a8 белый король · b7 белая пешка · a6 чёрный король · c6 чёрный ферзь · b3 белый ферзь | a8 белый король · b7 белая пешка · a6 чёрный король · c6 чёрный ферзь · b3 белый ферзь | a8 белый король · b7 белая пешка · a6 чёрный король · c6 чёрный ферзь · b3 белый ферзь | a8 белый король · b7 белая пешка · a6 чёрный король · c6 чёрный ферзь · b3 белый ферзь | a8 белый король · b7 белая пешка · a6 чёрный король · c6 чёрный ферзь · b3 белый ферзь | 7 |
| 6 | a8 белый король · b7 белая пешка · a6 чёрный король · c6 чёрный ферзь · b3 белый ферзь | a8 белый король · b7 белая пешка · a6 чёрный король · c6 чёрный ферзь · b3 белый ферзь | a8 белый король · b7 белая пешка · a6 чёрный король · c6 чёрный ферзь · b3 белый ферзь | a8 белый король · b7 белая пешка · a6 чёрный король · c6 чёрный ферзь · b3 белый ферзь | a8 белый король · b7 белая пешка · a6 чёрный король · c6 чёрный ферзь · b3 белый ферзь | a8 белый король · b7 белая пешка · a6 чёрный король · c6 чёрный ферзь · b3 белый ферзь | a8 белый король · b7 белая пешка · a6 чёрный король · c6 чёрный ферзь · b3 белый ферзь | a8 белый король · b7 белая пешка · a6 чёрный король · c6 чёрный ферзь · b3 белый ферзь | 6 |
| 5 | a8 белый король · b7 белая пешка · a6 чёрный король · c6 чёрный ферзь · b3 белый ферзь | a8 белый король · b7 белая пешка · a6 чёрный король · c6 чёрный ферзь · b3 белый ферзь | a8 белый король · b7 белая пешка · a6 чёрный король · c6 чёрный ферзь · b3 белый ферзь | a8 белый король · b7 белая пешка · a6 чёрный король · c6 чёрный ферзь · b3 белый ферзь | a8 белый король · b7 белая пешка · a6 чёрный король · c6 чёрный ферзь · b3 белый ферзь | a8 белый король · b7 белая пешка · a6 чёрный король · c6 чёрный ферзь · b3 белый ферзь | a8 белый король · b7 белая пешка · a6 чёрный король · c6 чёрный ферзь · b3 белый ферзь | a8 белый король · b7 белая пешка · a6 чёрный король · c6 чёрный ферзь · b3 белый ферзь | 5 |
| 4 | a8 белый король · b7 белая пешка · a6 чёрный король · c6 чёрный ферзь · b3 белый ферзь | a8 белый король · b7 белая пешка · a6 чёрный король · c6 чёрный ферзь · b3 белый ферзь | a8 белый король · b7 белая пешка · a6 чёрный король · c6 чёрный ферзь · b3 белый ферзь | a8 белый король · b7 белая пешка · a6 чёрный король · c6 чёрный ферзь · b3 белый ферзь | a8 белый король · b7 белая пешка · a6 чёрный король · c6 чёрный ферзь · b3 белый ферзь | a8 белый король · b7 белая пешка · a6 чёрный король · c6 чёрный ферзь · b3 белый ферзь | a8 белый король · b7 белая пешка · a6 чёрный король · c6 чёрный ферзь · b3 белый ферзь | a8 белый король · b7 белая пешка · a6 чёрный король · c6 чёрный ферзь · b3 белый ферзь | 4 |
| 3 | a8 белый король · b7 белая пешка · a6 чёрный король · c6 чёрный ферзь · b3 белый ферзь | a8 белый король · b7 белая пешка · a6 чёрный король · c6 чёрный ферзь · b3 белый ферзь | a8 белый король · b7 белая пешка · a6 чёрный король · c6 чёрный ферзь · b3 белый ферзь | a8 белый король · b7 белая пешка · a6 чёрный король · c6 чёрный ферзь · b3 белый ферзь | a8 белый король · b7 белая пешка · a6 чёрный король · c6 чёрный ферзь · b3 белый ферзь | a8 белый король · b7 белая пешка · a6 чёрный король · c6 чёрный ферзь · b3 белый ферзь | a8 белый король · b7 белая пешка · a6 чёрный король · c6 чёрный ферзь · b3 белый ферзь | a8 белый король · b7 белая пешка · a6 чёрный король · c6 чёрный ферзь · b3 белый ферзь | 3 |
| 2 | a8 белый король · b7 белая пешка · a6 чёрный король · c6 чёрный ферзь · b3 белый ферзь | a8 белый король · b7 белая пешка · a6 чёрный король · c6 чёрный ферзь · b3 белый ферзь | a8 белый король · b7 белая пешка · a6 чёрный король · c6 чёрный ферзь · b3 белый ферзь | a8 белый король · b7 белая пешка · a6 чёрный король · c6 чёрный ферзь · b3 белый ферзь | a8 белый король · b7 белая пешка · a6 чёрный король · c6 чёрный ферзь · b3 белый ферзь | a8 белый король · b7 белая пешка · a6 чёрный король · c6 чёрный ферзь · b3 белый ферзь | a8 белый король · b7 белая пешка · a6 чёрный король · c6 чёрный ферзь · b3 белый ферзь | a8 белый король · b7 белая пешка · a6 чёрный король · c6 чёрный ферзь · b3 белый ферзь | 2 |
| 1 | a8 белый король · b7 белая пешка · a6 чёрный король · c6 чёрный ферзь · b3 белый ферзь | a8 белый король · b7 белая пешка · a6 чёрный король · c6 чёрный ферзь · b3 белый ферзь | a8 белый король · b7 белая пешка · a6 чёрный король · c6 чёрный ферзь · b3 белый ферзь | a8 белый король · b7 белая пешка · a6 чёрный король · c6 чёрный ферзь · b3 белый ферзь | a8 белый король · b7 белая пешка · a6 чёрный король · c6 чёрный ферзь · b3 белый ферзь | a8 белый король · b7 белая пешка · a6 чёрный король · c6 чёрный ферзь · b3 белый ферзь | a8 белый король · b7 белая пешка · a6 чёрный король · c6 чёрный ферзь · b3 белый ферзь | a8 белый король · b7 белая пешка · a6 чёрный король · c6 чёрный ферзь · b3 белый ферзь | 1 |
|   | a                                                                                      | b                                                                                      | c                                                                                      | d                                                                                      | e                                                                                      | f                                                                                      | g                                                                                      | h                                                                                      |   |

В данном случае белая пешка уже приблизилась к полю превращения, однако позиция кажется ничейной, так как чёрный ферзь может «вечно» связывать белую пешку по большой диагонали; если же с места сдвинется белый король, то начнутся бесконечные шахи. И всё же выигрыш оказывается возможным. Путём жертвы ферзя белые завлекают чёрного ферзя на неудачные поля, чтобы затем выиграть его шахом с тыла превращённым ферзём. 1.Фb4!! Теперь чёрный ферзь должен оставаться на большой диагонали, однако не спасает ни одно отступление. 1…Фh1. Другие варианты: а) 1…Фf3 2.Фa4+ Крb6 3.Фb3+! Ф:b3 4.b8Ф+; б) 1…Фd5 2.Фa4+ и далее как в варианте «а»; в) 1…Фg2 2.Фa3+ Крb6 3.Фb2+! Ф:b2 4.b8Ф+. 2.Фa3+ Крb6 3.Фb2+ Крc7. Или 3…Крa6 4.Фa2+ Крb6 5.Фb1+! Ф:b1 6.b8Ф+. В случае 3…Крc5 белые выигрывают более прозаично: 4.Крa7 Фh7 5.Фb6+ Крc4 6.Крa6, и превращение пешки в ферзя неизбежно. 4.Фh2+!! Ф:h2 5.b8Ф+.